# Umbigada

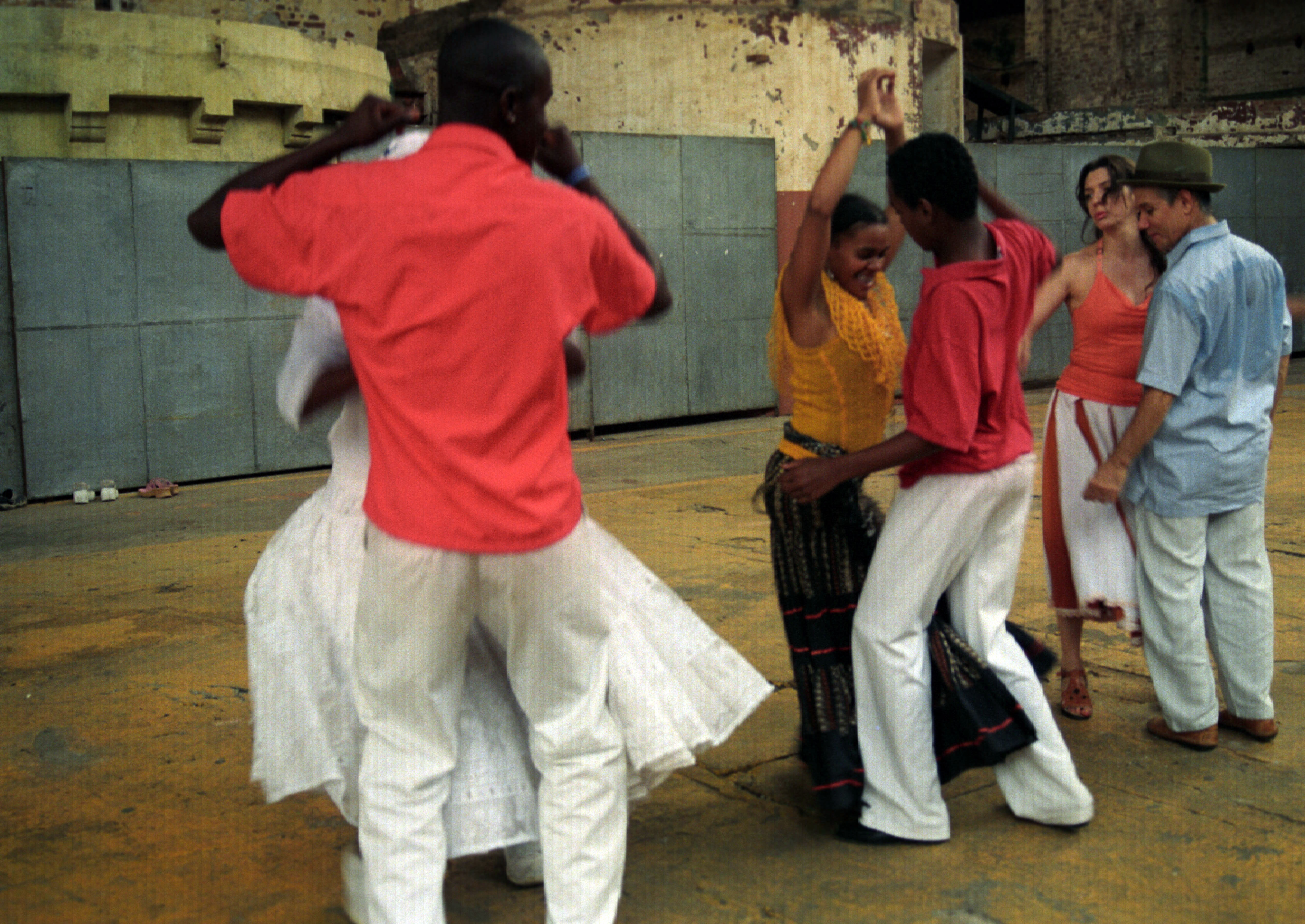
Batuque de Umbigada. Foto tirada durante a gravação do programa Danças Brasileiras da TV Futura.

Umbigada (derivado de "umbigo") ou "golpe de barriga", é um movimento de dança em vários tipos de dança afro-brasileiras.
É executado com um dançarino abrindo os braços e estendendo a barriga na área do umbigo em direção a outra dançarina. Os corpos dos dançarinos podem ou não se tocar.
É uma o característica básica de muitas danças importadas da região do Congo-Angola para o Brasil e Portugal, como: samba, fandango, batuque, tambor de crioula.
É comumente usado para fazer um convite para dançar, por exemplo, durante o samba de roda. No entanto, também pode constituir um elemento da própria dança.